# رقشة اللوزيات
رقشة اللوزيات هو نوع من جنس رقشة من الفطريات. يصيب أكثر اللوزيات منها اللوز والكرز والدراقن والمشمش والخوخ. مظهره الخارجي بقع صغيرة لونها إلى الحمرة إطارها أسمر التهديب، قطرها يراوح من ٣ إلى ٥ مم.